# Liste der Monuments historiques in Saint-Quentin-sur-Coole
Die Liste der Monuments historiques in Saint-Quentin-sur-Coole führt die Monuments historiques in der französischen Gemeinde Saint-Quentin-sur-Coole auf.

## Liste der Objekte
| Bezeichnung                 | Beschreibung                                     | Standort                        | Kennzeichnung | Schutzstatus | Datum | Bild |
| --------------------------- | ------------------------------------------------ | ------------------------------- | ------------- | ------------ | ----- | ---- |
| Rechter Seitenaltar         | Altartisch und Tabernakel; Holz, 17. Jahrhundert | in der Kirche St-Quentin (Lage) | PM51002452    | Inscrit      | 1976  |      |
| Architrav                   | Holz, 18. Jahrhundert                            | in der Kirche St-Quentin (Lage) | PM51002451    | Inscrit      | 1976  |      |
| Skulptur Heiliger Quintinus | Stein, 16. Jahrhundert                           | in der Kirche St-Quentin (Lage) | PM51003477    | Inscrit      | 2003  |      |
| Fünf Kirchenfenster         | aus dem 16. Jahrhundert                          | in der Kirche St-Quentin (Lage) | PM51001006    | Classé       | 1912  |      |
| Kruzifix                    | Holz, 18. Jahrhundert                            | in der Kirche St-Quentin (Lage) | PM51002450    | Inscrit      | 1976  |      |